# Лойфельфинген
Лойфельфинген (нем. Läufelfingen) — коммуна в Швейцарии, в кантоне Базель-Ланд.
Входит в состав округа Зиссах. Население составляет 1274 человека (на 31 декабря 2007 года). Официальный код — 2852.

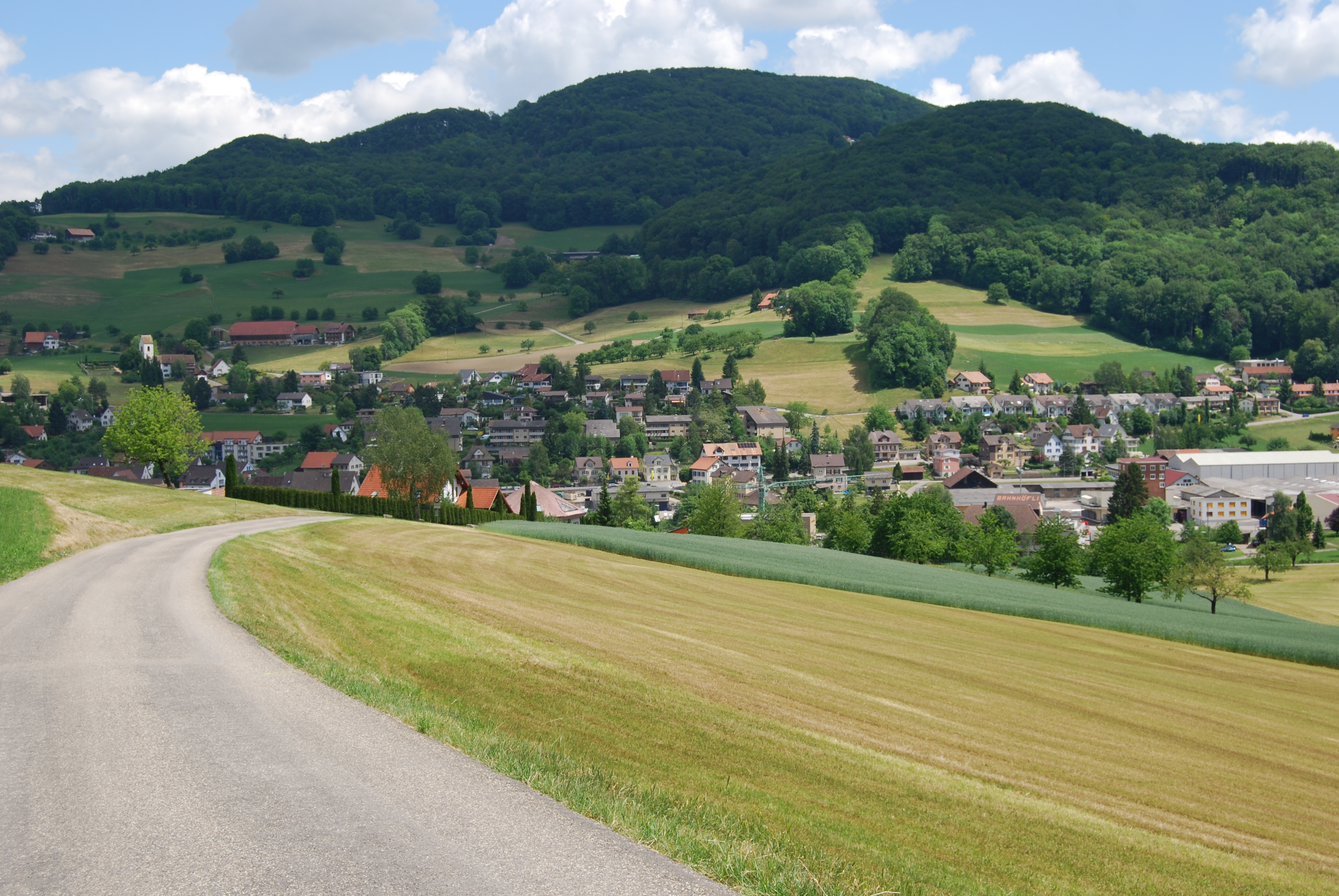
Лойфельфинген